# Andrew Geddes (artiste)
Andrew Geddes (5 avril 1783 - 5 mai 1844) est un portraitiste et aquafortiste Écossais.

## Biographie
Andrew Geddes est né à Édimbourg. Après une bonne éducation au lycée et à l’Université d'Édimbourg, il passe cinq ans dans le bureau des accises, dans lequel son père occupait le poste de commissaire aux comptes adjoint.
Après la mort de son père, qui s'était opposé à son désir de devenir artiste, il va à Londres et entre dans les écoles de la Royal Academy. Sa première contribution aux expositions de la Royal Academy, St John in the Wilderness, paraît à la Somerset House en 1806 et, à compter de cette année, Geddes y est un exposant régulier de nature morte et de portraits. Son portrait bien connu de David Wilkie, avec qui il est ami, se trouve à la Royal Academy en 1816. Il alterne quelques années entre Londres et Édimbourg, avec quelques excursions sur le continent, mais s'installe à Londres en 1831 et devient associé de la Royal Academy en 1832 ; et il meurt à Londres de tuberculose en 1844.

## Œuvres
Andrew Geddes est principalement connu comme portraitiste, mais il fait également des nature-morte et des paysages et des copies de grands maîtres. Il est également un bon graveur.
Son portrait d'Alexander Oswald (en) est au Glasgow Museum Resource Centre.